# Contea di Bonghwa
La contea di Bonghwa (Bonghwa-gun; 봉화군; 奉化郡) è una delle suddivisioni della provincia sudcoreana del Nord Gyeongsang.